# Svenska mästerskapen i längdskidåkning 1952
Svenska mästerskapen i längdskidåkning 1952 arrangerades, som en del av stora SM-veckan, i Umeå den 9-16 mars.

## Medaljörer, resultat

### Herrar
| Gren              | Guld                                                          | Guld                                                          | Guld     | Silver                                                              | Silver                                                              | Silver   | Brons                                                        | Brons                                                        | Brons    |
| 15 km             | Martin Lundström                                              | IFK Umeå                                                      | 59.01    | Enar Josefsson                                                      | Skellefteå SK                                                       | 59.02    | Per-Erik Larsson                                             | IFK Mora                                                     | 59.22    |
| 30 km             | Enar Josefsson                                                | Skellefteå SK                                                 | 2.03.42  | Åke Lundberg                                                        | Skellefteå SK                                                       | 2.04.23  | Elof Lundmark                                                | Holmsunds SK                                                 | 2.05.04  |
| 50 km             | Anders Törnkvist                                              | IFK Mora                                                      | 3.22.37  | Enar Josefsson                                                      | Skellefteå SK                                                       | 3.23.17  | Inge Limberg                                                 | Lima IF                                                      | 3.26.19  |
| Stafett 3 x 10 km | IFK Kalix (Tage Bergström, Gunnar Björk, Sigurd Andersson)    | IFK Kalix (Tage Bergström, Gunnar Björk, Sigurd Andersson)    | 2.19.29  | Östersunds SK (H. Hemmingsson, M. Sjöström, Nils Täpp)              | Östersunds SK (H. Hemmingsson, M. Sjöström, Nils Täpp)              | 2.21.15  | Lima IF (Sixten Jernberg, Inge Limberg, F. Larsson)          | Lima IF (Sixten Jernberg, Inge Limberg, F. Larsson)          | 2.21.30  |
| Lagtävling 15 km  | IFK Mora (Per-Erik Larsson, Gunnar Larsson, Anders Törnkvist) | IFK Mora (Per-Erik Larsson, Gunnar Larsson, Anders Törnkvist) | 3.00.17  | IFK Umeå (Martin Lundström, A. Adolfsson, Harald Eriksson)          | IFK Umeå (Martin Lundström, A. Adolfsson, Harald Eriksson)          | 3.00.23  | Skellefteå SK (Enar Josefsson, Åke Lundberg, Sten Bergkvist) | Skellefteå SK (Enar Josefsson, Åke Lundberg, Sten Bergkvist) | 3.02.08  |
| Lagtävling 30 km  | Skellefteå SK (Enar Josefsson, Åke Lundberg, Sten Bergkvist)  | Skellefteå SK (Enar Josefsson, Åke Lundberg, Sten Bergkvist)  | 6.15.26  | IFK Mora lag I (Anders Törnkvist, Gunnar Larsson, Per-Erik Larsson) | IFK Mora lag I (Anders Törnkvist, Gunnar Larsson, Per-Erik Larsson) | 6.20.56  | Holmsunds SK (Elof Lundmark, S. Nilsson, B. Axelsson)        | Holmsunds SK (Elof Lundmark, S. Nilsson, B. Axelsson)        | 6.27.31  |
| Lagtävling 50 km  | IFK Umeå (Martin Lundström, Allan Adolfsson, Lennart Backman) | IFK Umeå (Martin Lundström, Allan Adolfsson, Lennart Backman) | 10.36.08 | Östersunds SK (M. Sjöström, H. Hemmingsson, Nils Täpp)              | Östersunds SK (M. Sjöström, H. Hemmingsson, Nils Täpp)              | 10.48.02 | Brännans IF                                                  | Brännans IF                                                  | 11.13.23 |

### Damer
| Gren             | Guld                                                       | Guld                                                       | Guld    | Silver                                                     | Silver                                                     | Silver  | Brons                                                                                 | Brons                                                                                 | Brons   |
| 10 km            | Märta Norberg                                              | Vårby IK                                                   | 51.33   | Ulla Sahlberg                                              | Kramfors IF                                                | 52.23   | Sonja Edström                                                                         | Luleå SK                                                                              | 52.58   |
| Stafett 3 x 7 km | Vårby IK (Berta Hallqvist, Anna Strandberg, Märta Norberg) | Vårby IK (Berta Hallqvist, Anna Strandberg, Märta Norberg) | 1.41.22 | IF Thor (Inga Löwdin, Emmy Gauffin, Eivor Alm)             | IF Thor (Inga Löwdin, Emmy Gauffin, Eivor Alm)             | 1.41.40 | Selångers SK (Gudrun Sjölén-Åkerberg, Anna-Lisa Eriksson, Margit Åsberg-Albrechtsson) | Selångers SK (Gudrun Sjölén-Åkerberg, Anna-Lisa Eriksson, Margit Åsberg-Albrechtsson) | 1.42.09 |
| Lagtävling 10 km | IF Thor (Eivor Alm, Inga Löwdin, Emmy Gauffin)             | IF Thor (Eivor Alm, Inga Löwdin, Emmy Gauffin)             | 2.42.17 | Vårby IK (Berta Hallqvist, Anna Strandberg, Märta Norberg) | Vårby IK (Berta Hallqvist, Anna Strandberg, Märta Norberg) | 2.42.44 | Selångers SK (Anna-Lisa Eriksson, M. Magnusson, Gudrun Sjölén)                        | Selångers SK (Anna-Lisa Eriksson, M. Magnusson, Gudrun Sjölén)                        | 2.50.51 |

### Webbkällor
- Svenska Skidförbundet